# Mike Mitchell
Mike Mitchell, född 18 oktober 1970 i Oklahoma City, Oklahoma, är en amerikansk filmregissör, animatör, manusförfattare och röstskådespelare.

## Filmografi (i urval)
- 1999 – Hollywood gigolo (regi)
- 2004 – Surviving Christmas (regi)
- 2005 – Höjdarskolan: Sky High (regi)
- 2010 – Shrek – Nu och för alltid (regi)
- 2011 – Mästerkatten (röst)
- 2011 – Alvin och gänget 3 (regi)
- 2016 – Kung Fu Panda 3 (röst)
- 2016 – Trolls (regi)
- 2019 – Lego-filmen 2 (regi)
- 2024 – Kung Fu Panda 4 (regi)